# سارة ستيفنز
سارة ستيفنز (ولدت في 7 يونيو 1990) عارضة أزياء وممثلة أسترالية، اشتهرت بفوزها بجائزة مجلة غيرلفريند 2006، والمشي في عرض أزياء فيكتوريا سيكريت عام 2008 وهي في سن 18 عاما.

## روابط خارجية
- http://www.chicmanagement.com.au/profile/213/sarah-stephens/
- سارة ستيفنز على موقع IMDb (الإنجليزية)
- سارة ستيفنز على موقع قاعدة بيانات الفيلم (الإنجليزية)
- سارة ستيفنز على موقع دليل عارضات الأزياء (الإنجليزية)
- سارة ستيفنز "حساب شخصي في تويتر
- سارة ستيفنز عرض أزياء لانجري